# Nintendo DS
Nintendo DS, viết tắt là DS, là một máy chơi trò chơi cầm tay hai màn hình được phát triển và phát hành bởi Nintendo. Thiết bị này được bán ở Bắc Mỹ vào ngày 21 tháng 11 năm 2004. DS, viết tắt của "Developers 'System" hoặc "Dual Screen", giới thiệu các tính năng mới đặc biệt để chơi game cầm tay: hai màn hình LCD hoạt động song song (màn hình phía dưới có cảm ứng), micrô tích hợp và hỗ trợ kết nối không dây. Cả hai màn hình đều được bao gồm trong một thiết kế vỏ sò tương tự như Game Boy Advance SP. Nintendo DS cũng có khả năng kết nối trực tiếp tương tác với nhau qua Wi-Fi trong một phạm vi ngắn mà không cần phải kết nối với một mạng không dây hiện có. Ngoài ra, họ có thể tương tác trực tuyến bằng dịch vụ Nintendo Wi-Fi Connection hiện không còn tồn tại. Đối thủ chính của nó là PlayStation Portable của Sony cùng thế hệ thứ bảy. Nó được so sánh với Nintendo 64 từ những năm 1990, dẫn đến một số trò chơi N64 như Super Mario 64 DS và Diddy Kong Racing DS được làm lại trên hệ máy DS.
Trước khi phát hành, Nintendo DS được bán trên thị trường thử nghiệm, như là một "chân trụ thứ ba" trong dòng sản phẩm của Nintendo, có nghĩa là bổ sung cho Game Boy Advance và GameCube. Tuy nhiên, khả năng tương thích ngược với Game Boy Advance và doanh số bán hàng quá mạnh biến nó thành kế thừa thành công cho dòng Game Boy. Vào ngày 2 tháng 3 năm 2006, Nintendo tung ra Nintendo DS Lite, một thiết kế mỏng hơn và nhẹ hơn của Nintendo DS gốc với màn hình sáng hơn. Vào ngày 1 tháng 11 năm 2008, Nintendo phát hành Nintendo DSi, một thiết kế khác với một số cải tiến phần cứng và các tính năng mới. Tất cả các mẫu máy Nintendo DS kết hợp đã bán được 154.02 triệu chiếc, biến nó trở thành hệ máy trò chơi cầm tay bán chạy nhất cho đến nay, và là hệ máy bán chạy thứ hai của mọi thời đại sau PlayStation 2 của Sony. Dòng sản phẩm Nintendo DS đã được kế thừa thành công bởi Nintendo 3DS vào năm 2011, duy trì khả năng tương thích ngược với hầu hết các phần mềm Nintendo DS.

## Lịch sử

### Phát triển
Sụ phát triển Nintendo DS bắt đầu vào khoảng giữa năm 2002, theo một ý tưởng ban đầu từ cựu chủ tịch của hãng sản xuất Nintendo, Hiroshi Yamauchi, về một giao diện điều khiển hai màn kép. Vào ngày 13 tháng 11 năm 2003, Nintendo thông báo rằng họ sẽ phát hành một sản phẩm game mới vào năm 2004. Công ty không cung cấp nhiều chi tiết, nhưng tuyên bố sẽ không kế thừa Game Boy Advance hoặc GameCube. Vào ngày 20 tháng 1 năm 2004, hệ máy đã được công bố với tên mã "Nintendo DS". Nintendo chỉ công bố một vài chi tiết tại thời điểm đó, nói rằng máy sẽ có hai màn riêng biệt, hiển thị 3-inch TFT LCD, bộ vi xử lý riêng biệt, và lên đến 1 gigabit (128 MB) của bộ nhớ bán dẫn. Chủ tịch Nintendo, Satoru Iwata nói, "Chúng tôi đã phát triển Nintendo DS dựa trên một khái niệm hoàn toàn khác với các thiết bị trò chơi hiện có nhằm cung cấp cho người chơi trải nghiệm giải trí độc đáo cho thế kỷ 21." Ông cũng bày tỏ sự lạc quan rằng DS sẽ giúp đưa Nintendo trở lại đi đầu trong sự đổi mới và dịch chuyển ra khỏi hình ảnh bảo thủ đã được mô tả về công ty trong những năm qua. Vào tháng 3 năm 2004, một tài liệu chứa hầu hết các thông số kỹ thuật của máy đã bị rò rỉ, cùng lúc tiết lộ tên phát triển nội bộ của nó, "Nitro". Vào tháng 5 năm 2004, máy được hiển thị dưới dạng bản mẫu tại E3 2004, vẫn dưới tên "Nintendo DS". Vào ngày 28 tháng 7 năm 2004, Nintendo tiết lộ một thiết kế mới được mô tả là "kiểu dáng đẹp và thanh lịch hơn" ở E3 và công bố Nintendo DS là tên chính thức của thiết bị. Theo sau việc doanh số bán hàng GameCube ngày càng tệ, Hiroshi Yamauchi càng nhấn mạnh tầm quan trọng của sự thành công của hệ máy cầm tay này đối với tương lai của cả công ty, đưa ra một tuyên bố có thể dịch từ tiếng Nhật là "Nếu DS thành công, chúng ta sẽ lên thiên đường, nhưng nếu thất bại, chúng ta sẽ rớt xuống địa ngục. "

### Phát hành
Chủ tịch Iwata gọi Nintendo DS là "sự ra mắt phần cứng đầu tiên của Nintendo trong việc hỗ trợ chiến lược cơ bản" Gaming Population Expansion "vì thiết bị dựa trên cảm ứng" cho phép người dùng chơi bằng trực giác ". Vào ngày 20 tháng 9 năm 2004, Nintendo thông báo rằng Nintendo DS sẽ được phát hành tại Bắc Mỹ vào ngày 21 tháng 11 năm 2004 với giá 149,99 USD. Tại Nhật ngày 2 tháng 12 năm 2004 (¥ 15000); ngày 24 tháng 2 năm 2005 tại Úc ($ 199,95); và ngày 11 tháng 3 năm 2005 ở Châu Âu (£ 99,99 / € 149,99); Máy được phát hành ở Bắc Mỹ với sự kiện ra mắt nửa đêm tại Universal CityWalk EB Games ở Los Angeles, California. Máy được giới thiêụ lặng lẽ tại Nhật Bản so với việc ra mắt tại Bắc Mỹ; một nguồn trích dẫn là do thời tiết lạnh. Về việc ra mắt tại Châu Âu, Chủ tịch Nintendo Satoru Iwata đã nói: 
Châu Âu là một thị trường cực kỳ quan trọng đối với Nintendo, và chúng tôi rất vui vì đã rút ngắn khoảng thời gian ra mắt giữa Mỹ và châu Âu đúng thời điểm. Chúng tôi tin rằng Nintendo DS sẽ thay đổi cách mọi người chơi trò chơi điện tử và nhiệm vụ của chúng tôi vẫn là mở rộng trải nghiệm chơi trò chơi cho mọi người. Nintendo DS phục vụ cho nhu cầu của tất cả các game thủ, dù cho các game thủ mong đợi thử thách thực sự hơn, hoặc các game thủ bình thường, những người muốn thứ gì nhanh, lấy liền và cùng chơi vui vẻ.

#### Bắc Mỹ và Nhật Bản
Nintendo DS được ra mắt ở Bắc Mỹ với giá 149,99 USD vào ngày 21 tháng 11 năm 2004; ở Nhật là JP ¥ 15,000 vào ngày 2 tháng 12 với màu "Titanium". Hơn ba triệu lượt đặt trước ở Bắc Mỹ và Nhật Bản; các cửa hàng trực tuyến đã được ra mắt vào ngày 3 tháng 11 và kết thúc vào cùng ngày khi các thương gia đã bán sạch hàng của họ. Ban đầu, Nintendo đã lên kế hoạch cung cấp một triệu chiếc, kết hợp tại các buổi ra mắt tại Bắc Mỹ và Nhật Bản; khi thấy số đơn đặt hàng trước, phải mang đến một nhà máy khác để tăng sản lượng. Nintendo ban đầu đã thu hút 300.000 khi ra mắt tại Mỹ; 550.000 đã được xuất xưởng và hơn 500.000 chiếc được bán trong tuần đầu tiên. Cuối năm 2005, nhà sản xuất đề xuất giá bán lẻ cho Nintendo DS giảm xuống còn 129,99 USD.
Cả hai lần ra mắt đều đã được chứng minh là thành công, nhưng Nintendo đã chọn phát hành DS ở Bắc Mỹ trước Nhật Bản, lần đầu tiên ra mắt từ công ty có trụ sở tại Kyoto. Lựa chọn này được thực hiện để đưa DS ra ngoài nhằm ngày mua sắm lớn nhất trong năm tại Mỹ (ngày sau Lễ Tạ Ơn, còn được gọi là "Thứ Sáu Đen Tối"). Có lẽ một phần là do ngày phát hành, DS đã đáp ứng nhu cầu cao bất ngờ ở Mỹ, bán được 1 triệu chiếc vào ngày 21 tháng 12 năm 2004. Tính đến cuối tháng 12, tổng số lượng được bán ra trên toàn thế giới là 2,8 triệu, cao hơn khoảng 800.000 của Nintendo dự báo ban đầu. ít nhất 1,2 triệu trong số đó đã được bán ở Mỹ Một số phóng viên trong ngành gọi đây là "Tickle Me Elmo of 2004". Vào tháng 6 năm 2005, Nintendo thông báo với báo chí rằng tổng cộng 6.65 triệu đơn vị đã được bán trên toàn thế giới.

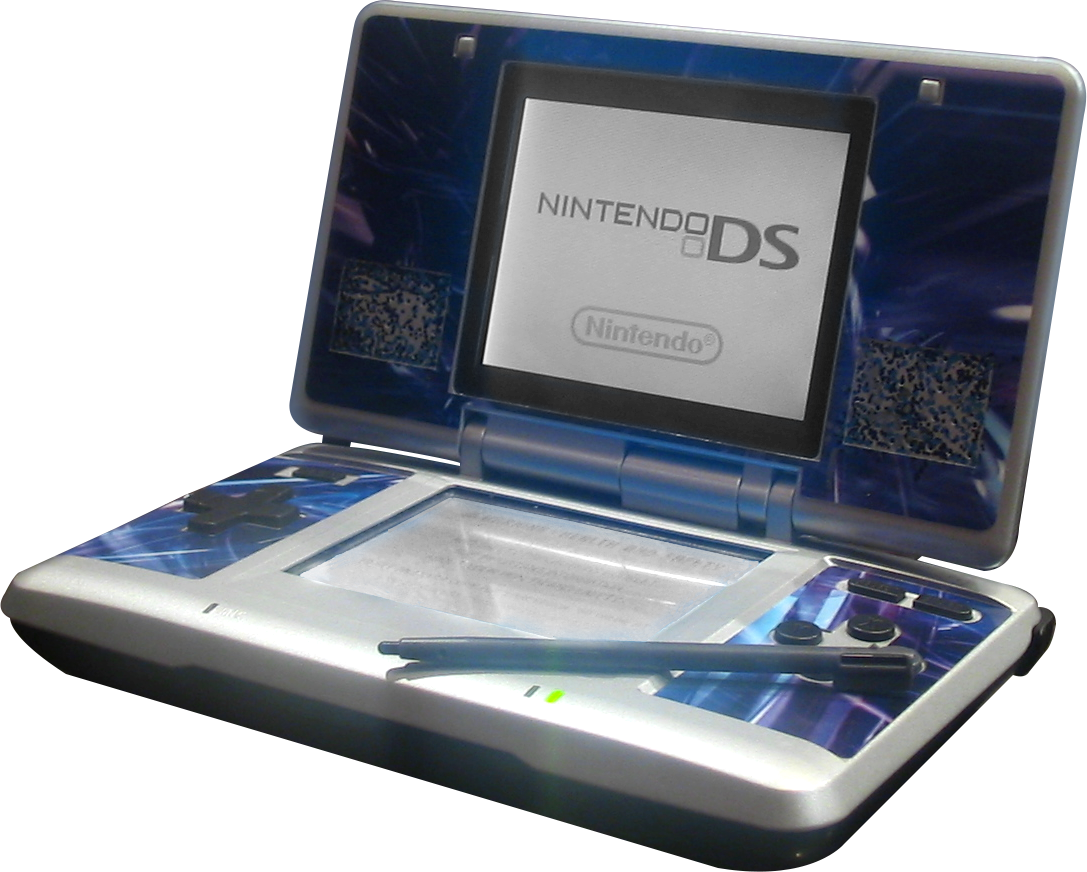
Nintendo DS, được dán vỏ màu xanh.

Như bình thường đối với thiết bị điện tử, một số báo cáo là có vấn đề với điểm ảnh bị kẹt ở một trong hai màn hình. Có các chính sách đổi trả khác nhau cho màn hình LCD giữa các nhà sản xuất và khu vực, tuy nhiên ở Bắc Mỹ, Nintendo đã chọn thay thế bằng pixel cố định chỉ khi người mua cho rằng nó ảnh hưởng đến trải nghiệm chơi game của họ. Hiện tại có hai chương trình trao đổi tại Bắc Mỹ. Trong lần đầu tiên, người mua DS bị lỗi phải cung cấp số thẻ tín dụng hợp lệ và sau đó, Nintendo sẽ gửi một máy DS mới và yêu cầu họ gửi lại máy bị lỗi. Trong lần thứ hai, người mua DS bị lỗi phải gửi máy đến Nintendo để kiểm tra. Sau khi kiểm tra, các kỹ thuật viên của Nintendo sẽ thay thế hoặc sửa chữa máy bị lỗi. Tùy chọn đầu tiên cho phép người mua có DS mới trong 3-5 ngày làm việc.
Tại Bắc Mỹ, 7 game được phát hành trong cùng ngày ra mắt vào 21 tháng 11 năm 2004. Khi ra mắt có một bản demo, ngoài phần mềm PictoChat tích hợp: Metroid Prime Hunters: First Hunt (được xuất bản bởi Nintendo và là một bản demo của Metroid Prime Hunters, một trò chơi được phát hành vào tháng 3 năm 2006). Vào thời điểm ra mắt "Electric Blue" DS vào tháng 6 năm 2005, Nintendo đã ra mắt máy cùng với game Super Mario 64 DS.
Tại Nhật Bản, các trò chơi được phát hành cùng lúc với bản phát hành đầu tiên (ngày 2 tháng 12 năm 2004). Trong thời gian ra mắt, Prince of Tennis 2005 -Crystal Drive- (Konami) và Puyo Puyo Fever (Puyo Pop Fever) (Sega) đã được phát hành.

#### Châu Âu
DS được phát hành ở châu Âu vào ngày 11 tháng 3 năm 2005 với giá € 149. Trước đó, một lượng nhỏ các máy DS đã có sẵn trong một gói gồm một chiếc áo phông quảng cáo có chữ "VIP", Metroid Prime Hunters - First Hunt, một WarioWare: Touched! bản demo và bản phát hành trước của Super Mario 64 DS, thông qua Nintendo Stars Catalogue; gói này có giá 129,99 bảng Anh và € 189,99 cho phần còn lại của châu Âu, cộng với 1.000 điểm trung thành "star" của Nintendo (để trang trải bưu phí). Tính đến ngày 23 tháng 1 năm 2006, 1 triệu máy DS đã được bán ở châu Âu, thiết lập kỷ lục bán hàng cho một hệ máy điều khiển cầm tay.Tính đến  ngày 23 tháng 1 năm 2006
Phiên bản Châu Âu của DS, giống như bản phát hành tại Mỹ, được đóng gói với bản demo của Metroid Prime Hunters: First Hunt. Bao bì châu Âu cho máy được chú thích là "ngầu" hơn so với bản phát hành của Mỹ/ Nhật Bản. Các hộp đựng băng game Châu Âu dày hơn 1/4 inch so với bản Bắc Mỹ; trong suốt thay vì đen. Bên trong có chỗ cho một băng Game Boy Advance và thẻ DS với sách hướng dẫn ở bên trái của vỏ hộp.

#### Úc và New Zealand
DS ra mắt tại Úc và New Zealand vào ngày 24 tháng 2 năm 2005. Gia bán lẻ tại Úc là 199 đô la, ở New Zealand giá NZ $ 249. Giống như ra mắt tại Bắc Mỹ, nó bao gồm bản demo của Metroid Prime Hunters - First Hunt. Tuần đầu tiên đã phá vỡ mọi kỷ lục bán hàng khi ra mắt hiện tại của Úc cho một hệ máy. 19.191 máy đã được bán từ thứ Năm, ngày 24 tháng 2 để đóng cửa kinh doanh, Chủ nhật, ngày 27 tháng 2.

#### Trung quốc
"iQue DS", là tên của Nintendo DS chính thức của Trung Quốc, được phát hành tại Trung Quốc vào ngày 23 tháng 7 năm 2005. Giá của iQue DS tính đến tháng 4 năm 2006 là 980 RMB (khoảng 130 đô la Mỹ). IQue DS tương thích với tất cả các phiên bản ngôn ngữ của trò chơi. IQue DS mới này bao gồm firmware cập nhật từ Nintendo để ngăn chặn việc sử dụng thiết bị PassMe, cùng với RED DS mới. Trò chơi ra mắt của Trung Quốc là Zhi Gan Yi Bi (Polarium) (Nintendo / iQue) và Momo Waliou Zhizao (WarioWare: Touched!) (Nintendo / iQue).

#### Những trò chơi phát hành có sẵn
| Tựa                                                        | Phát hành       | NA  | JP  | EU  | AU & NZ |
| ---------------------------------------------------------- | --------------- | --- | --- | --- | ------- |
| Asphalt Urban GT                                           | Ubisoft         | Yes | No  | Yes | Yes     |
| Daigasso! Band Brothers                                    | Nintendo        | No  | Yes | No  | No      |
| Feel the Magic: XY/XX (aka Project Rub)                    | Sega            | Yes | Yes | Yes | No      |
| Kensyūi Dokuta Tendo (literally "Resident Doctor Tendo")   | Spike Chunsoft  | No  | Yes | No  | No      |
| Madden NFL 2005                                            | Electronic Arts | Yes | No  | No  | No      |
| Mahjong Taikai                                             | Koei            | No  | Yes | No  | No      |
| Metroid Prime Hunters: First Hunt                          | Nintendo        | Yes | No  | No  | No      |
| Mr. Driller Drill Spirits                                  | Namco           | No  | Yes | Yes | No      |
| Ping Pals                                                  | THQ             | No  | No  | Yes | Yes     |
| Pokémon Dash                                               | Nintendo        | No  | Yes | Yes | No      |
| Polarium                                                   | Nintendo        | No  | Yes | Yes | No      |
| Rayman DS                                                  | Ubisoft         | No  | No  | Yes | No      |
| Retro Atari Classics                                       | Atari           | No  | No  | Yes | No      |
| Robots                                                     | VU Games        | No  | No  | Yes | No      |
| Spider-Man 2                                               | Activision      | Yes | No  | Yes | Yes     |
| Sprung                                                     | Ubisoft         | No  | No  | Yes | Yes     |
| Super Mario 64 DS                                          | Nintendo        | Yes | Yes | Yes | Yes     |
| Tiger Woods PGA Tour                                       | Electronic Arts | No  | No  | Yes | Yes     |
| The Urbz: Sims in the City                                 | Electronic Arts | Yes | Yes | Yes | No      |
| WarioWare: Touched!                                        | Nintendo        | No  | Yes | Yes | Yes     |
| Zoo Keeper                                                 | Success         | No  | Yes | Yes | Yes     |
| Zunō ni Asekaku Game Series Vol.1: Cool104 Joker & Setline | Aruze           | No  | Yes | No  | No      |

### Quảng cáo
Các khẩu hiệu quảng cáo của máy xoay quanh từ "Touch" ở hầu hết các quốc gia, với khẩu hiệu ở Bắc Mỹ  "Chạm là tốt"  ("Touching is good.").
Nintendo DS được nhiều nhà phân tích nhìn thấy ở cùng thị trường với PlayStation Portable của Sony, mặc dù các đại diện của cả hai công ty đều cho rằng mỗi hệ máy nhắm vào một đối tượng khác nhau. Tạp chí Time trao giải thưởng Tiện ích của Tuần cho DS."Time Magazine: Gadget of the Week".
Tại thời điểm phát hành tại Mỹ, Nintendo DS đã bán lẻ với giá 149,99 USD. Giá giảm xuống còn 129,99 USD vào ngày 21 tháng 8 năm 2005, một ngày trước khi các phiên bản Bắc Mỹ được phát hành của Nintendogs và Advance Wars: Dual Strike.
Chín màu chính thức của Nintendo DS xuất hiện thông qua các nhà bán lẻ thông thường. Titanium (bạc và đen) có trên toàn thế giới, Electric Blue chỉ dành riêng cho Bắc Mỹ và Châu Mỹ Latinh. Ngoài ra còn có một phiên bản màu đỏ của DS được kèm theo game Mario Kart DS. Graphite Black, Pure White, Turquoise Blue và Candy Pink tại Nhật Bản. Mystic Pink và Cosmic Blue tại Úc và New Zealand. Candy Pink của Nhật Bản và Cosmic Blue của Úc cũng có ở châu Âu và Bắc Mỹ thông qua gói Nintendogs, mặc dù màu sắc chỉ là hồng và xanh; tuy nhiên, những màu này chỉ có sẵn cho Nintendo DS gốc; một bộ màu khác nhau và hạn chế hơn đã được sử dụng cho Nintendo DS Lite. 

### Bán hàng
Bài chi tiết: Doanh số Nintendo DS
Tính đến ngày 31 tháng 3 năm 2016, tất cả các mẫu máy Nintendo DS đã bán được 154.02 triệu chiếc, trở thành chiếc máy chơi game cầm tay bán chạy nhất cho đến nay, và chiếc máy chơi game bán chạy nhất mọi thời đại.

### Kế thừa
Sự thành công của DS đã mở đường cho kế nhiệm của nó, Nintendo 3DS, một máy chơi game cầm tay với màn hình kép tương tự có thể hiển thị hình ảnh 3D lập thể.
Vào ngày 29 tháng 1 năm 2014, Nintendo thông báo rằng các game Nintendo DS sẽ được thêm vào Wii U Virtual Console, với game đầu tiên, Brain Age: Train Your Brain trong Minutes a Day !, được phát hành tại Nhật Bản vào ngày 3 tháng 6 năm 2014, 

## Phần cứng

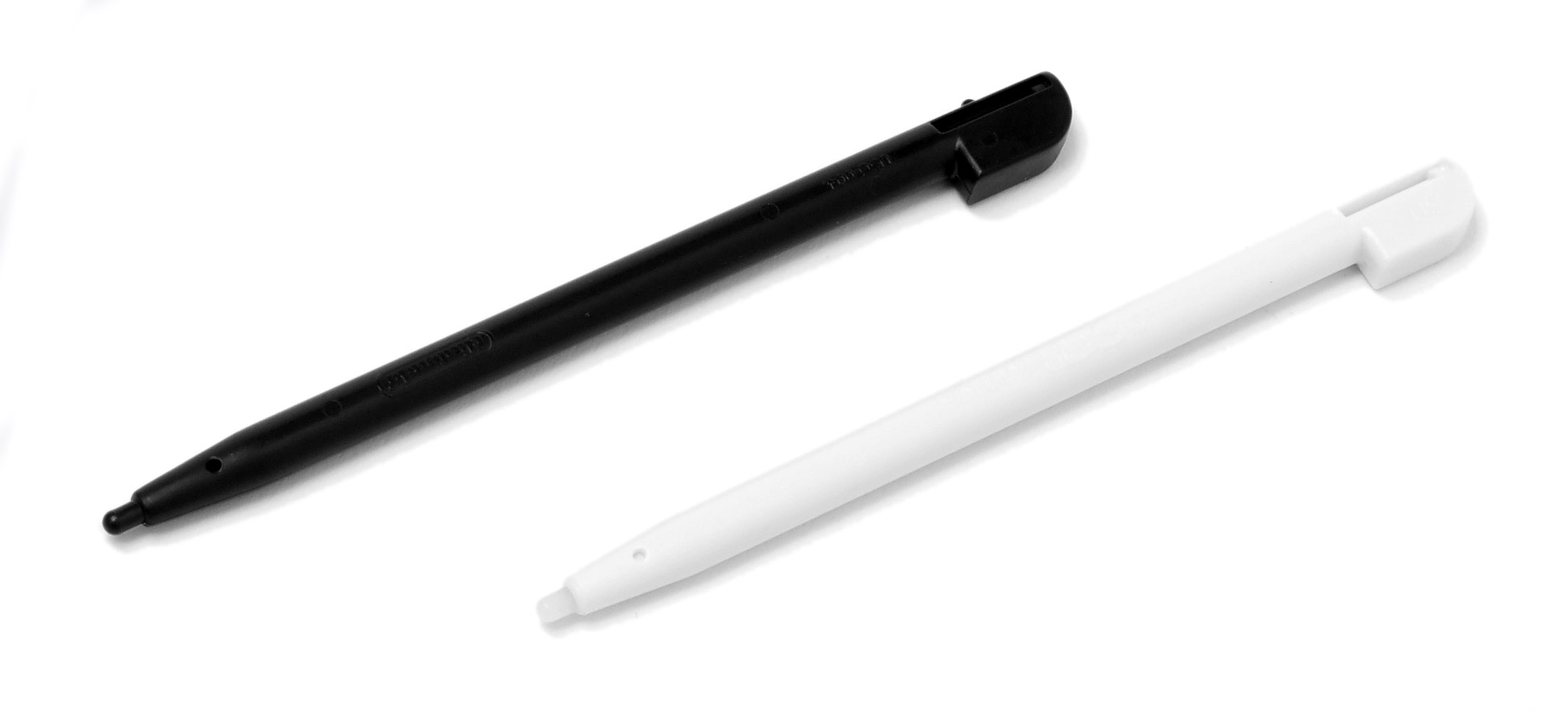
Bút Stylus cho DS Lite

Xem thêm: Các phiên bản đặc biệt của Nintendo DS
Thiết kế của Nintendo DS tương tự như máy đa màn hình từ dòng Game & Watch, như Donkey Kong và Zelda, cũng do Nintendo sản xuất.
Màn hình dưới của Nintendo DS phủ bằng lớp cảm ứng, được thiết kế để chấp nhận đầu vào từ bút stylus đi kèm, ngón tay của người dùng hoặc một tab nhựa cong được gắn vào dây đeo cổ tay tùy chọn. Màn hình cảm ứng cho phép người dùng tương tác trực tiếp với các yếu tố trong trò chơi hơn là nhấn nút; ví dụ, trong phần mềm trò chuyện đi kèm, PictoChat, bút stylus được sử dụng để viết tin nhắn hoặc để vẽ.
Thiết bị cầm tay có bốn nút (X, Y, A, B), một nút định hướng, và các nút Start, Select, và Power. Trên đỉnh của thiết bị là hai nút vai, khe cắm thẻ game, khe giữ bút và đầu vào cáp nguồn. Phía dưới có khe cắm băng game Game Boy Advance. Bố cục nút tổng thể tương tự như ctay cầm Super Nintendo Entertainment System. Khi sử dụng chế độ tương thích ngược trên DS, các nút X và Y và màn hình cảm ứng không sử dụng được vì dòng Game Boy Advance không có các điều khiển này.
Máy cũng có loa stereo cung cấp âm thanh vòm ảo (tùy thuộc vào phần mềm) nằm ở hai bên của màn hình trên. Lần đầu tiên Nintendo áp dụng loa này, vì dòng Game Boy chỉ hỗ trợ âm thanh nổi thông qua tai nghe hoặc loa ngoài. Micrô tích hợp nằm bên dưới bên trái của màn hình dưới. Nó được sử dụng cho nhiều mục đích khác nhau, bao gồm nhận dạng giọng nói, trò chuyện trực tuyến giữa và trong các phiên chơi trò chơi, và minigame yêu cầu người chơi thổi hoặc hét vào micrô.

### Dòng máy
Bài chi tiết: Dòng Nintendo DS
Xem thêm: Danh sách màu sắc và kiểu dáng của Nintendo DS

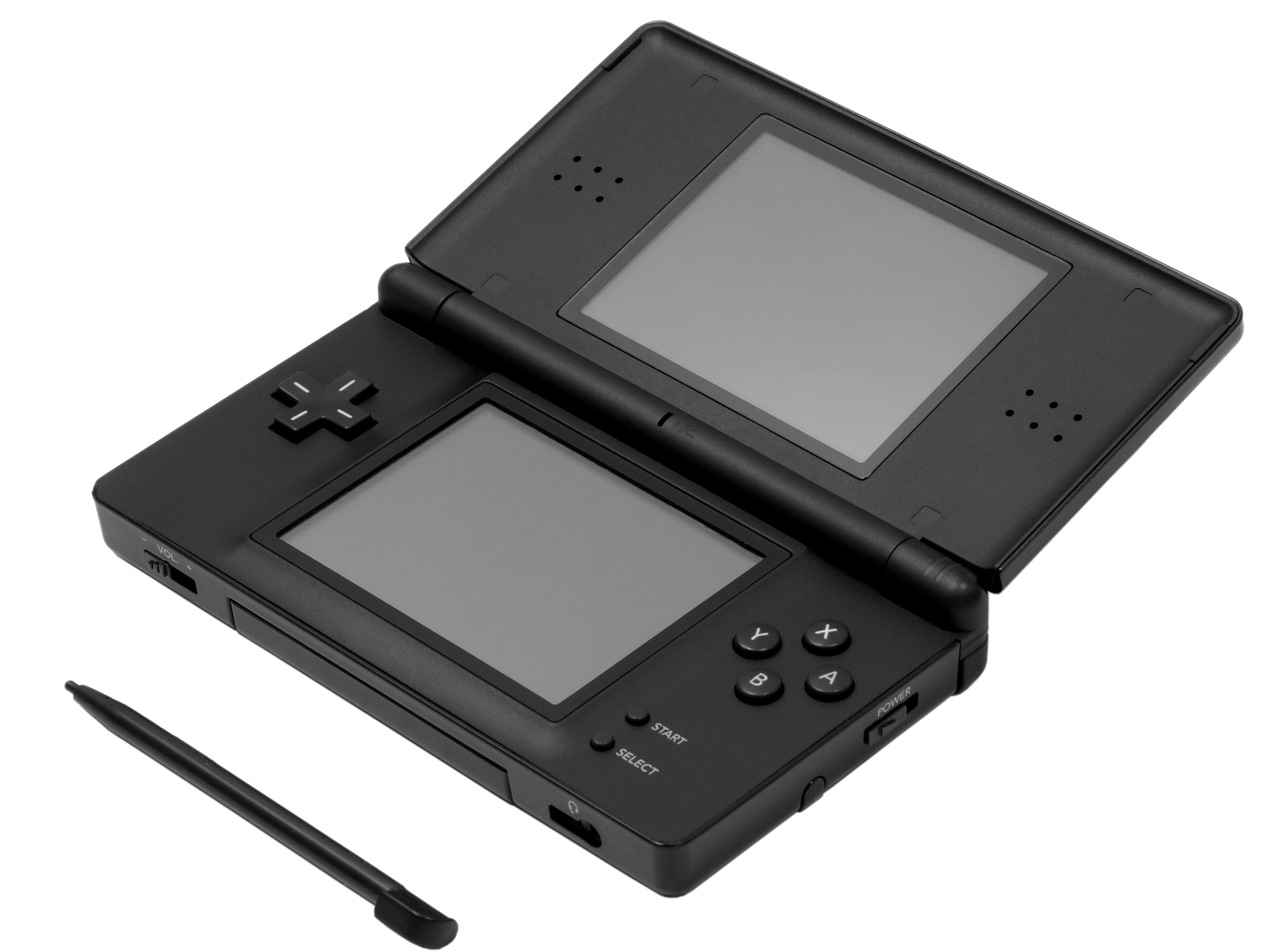
Nintendo DS Lite 
Bài chi tiết: Nintendo DS Lite
Nintendo DS Lite (Tiếng Nhật: ニンテンドーDS Lite) là thiết kế lại đầu tiên của Nintendo DS. Trong khi giữ lại các đặc điểm cơ bản của mô hình ban đầu, nó có hình dáng đẹp hơn và màn hình sáng hơn. Nintendo do dự việc phát hành phiên bản lớn hơn của Nintendo DS Lite, nhưng quyết định này lại chống lại chính sách bán hàng của thiết kế ban đầu. Đó là DS cuối cùng có khả năng tương thích ngược với Game Boy Advance. Tính đến ngày 31 tháng 3 năm 2014, DS Lite đã bán 93,86 triệu chiếc trên toàn thế giới, theo Nintendo.

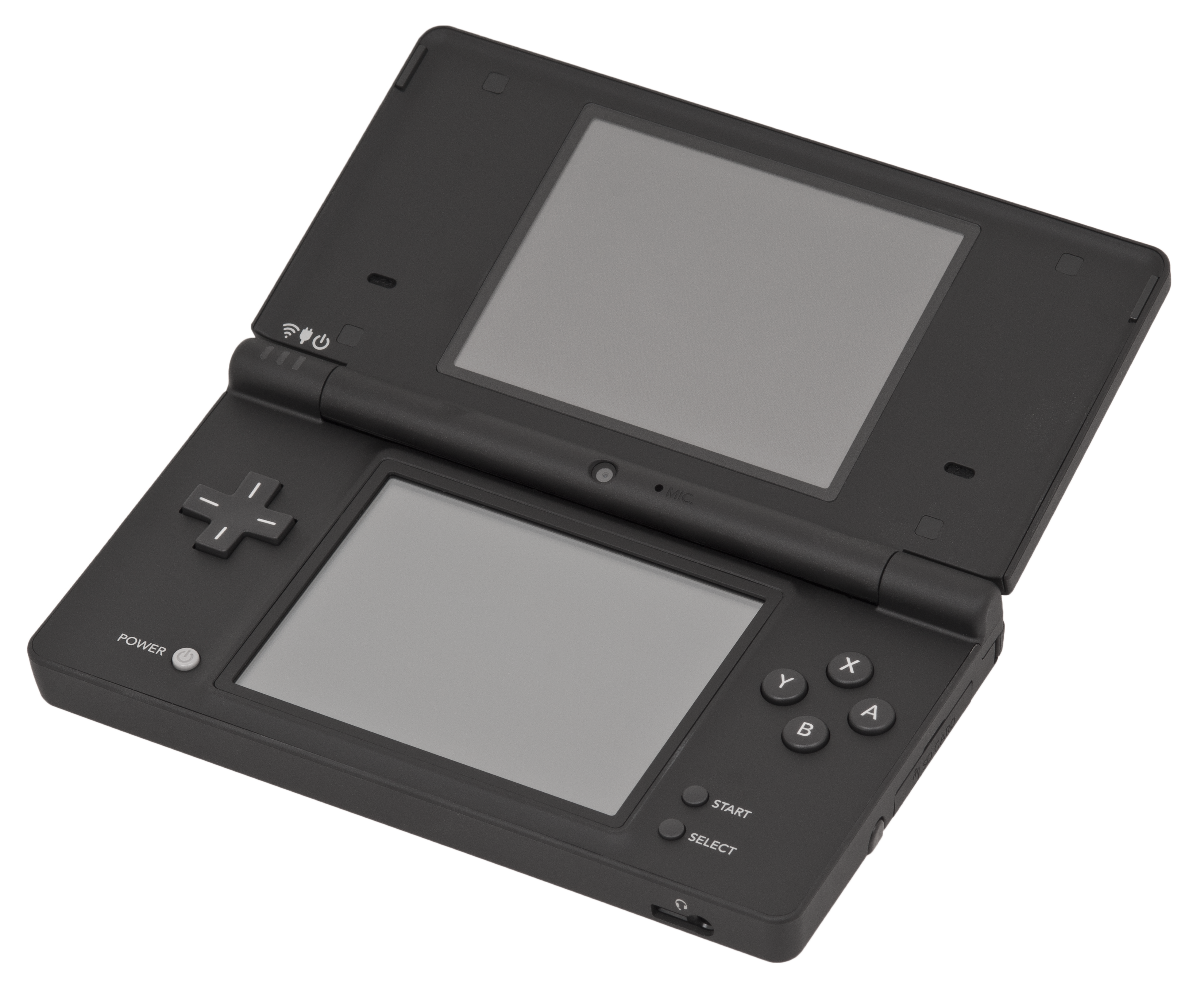
Nintendo DSi
Bài chi tiết: Nintendo DSi
Nintendo DSi (DSI) là thiết kế lại thứ hai của Nintendo DS. Dựa trên mô hình Nintendo DS Lite chưa được phát hành dưới phiên bản lớn hơn. Trong khi tương tự như thiết kế lại của DS trước đây, các tính năng mới bao gồm hai máy ảnh kỹ thuật số bên trong và bên ngoài 0,3 megapixel, màn hình lớn hơn 3,25 inch, bộ nhớ trong và ngoài, tương thích với mã hóa không dây WPA và kết nối với Nintendo DSi Shop. Không giống như Nintendo DS và Nintendo DS Lite, khả năng tương thích ngược với các trò chơi Game Boy Advance đã bị xóa.
Nintendo DSi XL
Bài chi tiết: Nintendo DSi XL
Nintendo DSi XL (DSi LL ở Nhật Bản) là một thiết kế lớn hơn của Nintendo DSi, và là mô hình đầu tiên của dòng máy Nintendo DS có một biến thể kích thước của một máy trước đó. Nó có màn hình lớn hơn với góc nhìn rộng hơn, tuổi thọ pin được cải thiện và kích thước tổng thể lớn hơn DSi gốc. Trong khi DSi ban đầu được thiết kế đặc biệt để sử dụng cá nhân, chủ tịch Nintendo Satoru Iwata gợi ý cho người mua DSi XL "vị trí ổn định trên bàn trong phòng khách", để nó có thể được chia sẻ bởi nhiều thành viên trong gia đình.

### Thông số kỹ thuật
| Trọng lượng    | Kích cỡ                                                                 | Hiển thị | Độ phân giải màn hình | CPU | RAM | Đầu vào                                                                                       | Điện áp | Pin                                              | Lưu trữ                 | Kết nối mạng không dây                                         |
| -------------- | ----------------------------------------------------------------------- | --- | --------------------- | --- | --- | --------------------------------------------------------------------------------------------- | ------- | ------------------------------------------------ | ----------------------- | -------------------------------------------------------------- |
| 275 g (9,7 oz) | 148.7 mm rộng× 84.7 mm sâu× 28.9 mm cao(5.85 in. × 3.33 in. × 1.13 in.) | Hai màn hình TFT LCD: 62 mm × 46 mm (2,4 in × 1,8 in), 77 mm (3,0 in) tỷ lệ đường chéo, 0.24 mm dot pitch, 18-bit độ sâu (262,144 màu), khoảng cách giữ 2 màn hình 21 mm (≈92 lines). | 256 × 192 pixels      | Cấu trúc ARM hai nhân: - 32 bit ARM946E-S main CPU; 67 MHz clock speed. Xử lý các cơ chế gameplay và hiển thị video - 32 bit ARM7TDMI coprocessor; 33 MHz clock speed. Xử lý đầu ra âm thanh, hỗ trợ Wi-Fi và thực hiện nhiệm vụ xử lý thứ hai trong chế độ Game Boy Advance | 4 MB PSRAM (có thể mở rộng thông qua khe Game Boy Advance, chỉ trình duyệt web Opera chính thức được sử dụng). | - Nút nguồn - 8 nút cứng - D-pad - Màn hình cảm ứng điện trở (chỉ có ở màn dưới) - Microphone | 1.65 v  | Pin lithium-ion battery 850 mAh có thể sạc lại,. | 256 kB của bộ nhớ flash | Kết nối mạng không dây 802.11 tích hợp (chỉ hỗ trợ mã hóa WEP) |

Hệ thống 3D của máy bao gồm công cụ Rendering Engine và Geometry Engine thực hiện biến đổi và chiếu sáng, Transparency Auto Sorting, Transparency Effects, Texture Matrix Effects, 2D Billboards, Texture Streaming, texture-coordinate transformation, perspective-correct texture mapping, per-pixel Alpha Test, per-primitive alpha blending, texture blending, Gouraud Shading, cel shading, z-buffering, W-Buffering, 1bit Stencil Buffer, chiếu sáng định hướng mỗi đỉnh và chiếu sáng điểm mô phỏng, Depth Test, Stencil Test, Render to Texture, Lightmapping, Environment Mapping, Shadow Volumes, Shadow Mapping, Distance Fog, Edge Marking, Fade-In/Fade-Out, Edge-AA. Tấm hiệu ứng đặc biệt: di chuyển, mở rộng quy mô, xoay, kéo dài, cắt. Tuy nhiên, nó sử dụng lọc kết cấu điểm (gần nhất), dẫn đến một số tựa game có hình dạng khối ô vuông. Không giống như hầu hết phần cứng 3D, máy có một giới hạn thiết lập về số lượng hình tam giác nó có thể render như một phần của một cảnh duy nhất; tiền tố tối đa là khoảng 6144 đỉnh, hoặc 2048 hình tam giác trên mỗi khung hình. Phần cứng 3D được thiết kế để hiển thị cho một màn hình tại một thời điểm, do đó việc hiển thị 3D cho cả hai màn hình trở nên khó khăn và giảm đáng kể hiệu suất. DS thường bị giới hạn bởi lượng đa giác hơn so với tỷ lệ lấp đầy pixel của nó. Ngoài ra còn có 512 kilobyte bộ nhớ kết cấu và kích thước họa tiết tối đa là 1024 × 1024 pixel.
Máy có 656 kilobyte bộ nhớ video và hai động cơ 2D (một trên mỗi màn hình). Tương tự như (nhưng mạnh hơn) động cơ 2D đơn của Game Boy Advance. 
Nintendo DS có khả năng tương thích với Wi-Fi (IEEE 802.11 (chế độ cũ). Wi-Fi được sử dụng để truy cập vào Nintendo Wi-Fi Connection, để thách đấu với những người dùng khác đang chơi cùng trò chơi tương thích Wi-Fi, PictoChat hoặc với phần mở rộng băng đặc biệt và RAM, duyệt internet.
Nintendo tuyên bố pin kéo dài tối đa 10 giờ trong điều kiện lý tưởng khi sạc đầy đủ bốn giờ. Tuổi thọ pin bị ảnh hưởng bởi nhiều yếu tố bao gồm âm lượng loa, sử dụng một hoặc cả hai màn hình, sử dụng kết nối không dây và sử dụng đèn nền, có thể bật hoặc tắt trong các trò chơi được chọn như Super Mario 64 DS. Pin chỉ có thể thay thế bằng cách sử dụng một tuốc nơ vít đầu Phillips. Sau khoảng 500 lần sạc pin, thời lượng pin bắt đầu giảm.
Người dùng có thể gập máy Nintendo DS để kích hoạt chế độ 'Sleep', tạm dừng trò chơi đang được phát và tiết kiệm pin bằng cách tắt màn hình, loa, wifi; Tuy nhiên, gập máy trong khi chơi Game Boy Advance sẽ không đưa Nintendo DS vào chế độ ngủ và trò chơi sẽ tiếp tục chạy bình thường. Một số trò chơi DS (chẳng hạn như Animal Crossing: Wild World) cũng sẽ không tạm dừng nhưng đèn nền, màn hình và loa sẽ tắt. Ngoài ra, khi lưu game trong một số trò chơi nhất định,  DS sẽ không đi vào chế độ ngủ. Một số trò chơi, chẳng hạn như The Legend of Zelda: Phantom Hourglass thậm chí sử dụng cách gập máy để vào chế độ ngủ như một cách giải quyết câu đố. Looney Tunes: Duck Amuck có chế độ chơi mà bạn cần đóng DS lại để chơi, giúp Daffy Duck săn quái vật bằng các nút trên vai.

### Phụ kiện
Bài chi tiết: Phụ kiện Nintendo DS
Mặc dù cổng thứ cấp trên Nintendo DS chấp nhận và hỗ trợ các băng Game Boy Advance (nhưng không hỗ trợ băng Game Boy hoặc Game Boy Color), Nintendo nhấn mạnh rằng mục đích chính của nó là nhằm để hãng đưa ra một loạt các phụ kiện được phát hành cho máy, các tựa game tương thích với Game Boy Advance là một phần mở rộng hợp lý.
Do thiếu cổng cắm thứ hai trên Nintendo DSi, máy không tương thích với bất kỳ phụ kiện nào khác.

#### Rumble Pak
Bài chi tiết: Rumble Pak § Nintendo DS
Rumble Pak là phụ kiện chính thức đầu tiên sử dụng khe cắm mở rộng. Có hình thức của một băng Game Boy Advance, Rumble Pak rung để phản xạ hành động trong các game tương thích, chẳng hạn như khi người chơi va vào một chướng ngại vật hoặc mất một mạng. Nó được phát hành ở Bắc Mỹ và Nhật Bản vào năm 2005 kèm theo Metroid Prime Pinball. Ở châu Âu, nó đi kèm với trò chơi Actionloop, và sau đó là Metroid Prime Pinball. Rumble Pak cũng được phát hành riêng ở những khu vực đó. 

#### Tai nghe
Tai nghe Nintendo DS là tai nghe chính thức cho Nintendo DS. Nó cắm vào cổng tai nghe (là sự kết hợp giữa đầu nối tai nghe 3,5 mm (1/8 in) chuẩn và đầu nối micrô độc quyền) ở dưới máy. Nó có một tai nghe và một microphone, tương thích với tất cả các trò chơi sử dụng micro nội bộ. Nó được phát hành cùng với Pokémon Diamond và Pearl ở Nhật Bản, Bắc Mỹ và Úc.

#### Trình duyệt
Bài chi tiết: Nintendo DS Browser
Vào ngày 15 tháng 2 năm 2006, Nintendo công bố phiên bản trình duyệt web đa nền tảng Opera cho DS. Trình duyệt có thể sử dụng ở một màn hình chính, một phần có thểthu phóng xuất hiện trên màn hình khác hoặc cả hai màn hình hiển thị cùng lúc để hiển thị một chế độ xem toàn trang Trình duyệt được bán tại Nhật Bản và Châu Âu trong năm 2006, và Bắc Mỹ vào ngày 4 tháng 6 năm 2007. Thao tác trình duyệt yêu cầu một thẻ mở rộng bộ nhớ đi kèm, được gắn vào khe GBA. DSi có một trình duyệt internet có sẵn để tải xuống từ Nintendo DSi shop miễn phí.

#### Wi-Fi USB Connector
Bài chi tiết: Đầu nối USB Wi-Fi của Nintendo
Phụ kiện có kích thước như flash USB này cắm vào cổng USB của PC và tạo điểm truy cập không dây / điểm thu phát nhỏ, cho phép Wii và tối đa năm thiết bị Nintendo DS truy cập dịch vụ Nintendo Wi-Fi Connection thông qua kết nối Internet của máy chủ. Khi được thử trên Linux và Mac, nó hoạt động như một bộ điều hợp không dây thông thường, kết nối với mạng không dây, đèn LED nhấp nháy khi có dữ liệu được truyền tải. Ngoài ra còn có một trình điều khiển bị hack cho Windows XP / Vista / 7/8/10 để làm cho nó hoạt động theo cùng một cách. Wi-Fi USB Connector không được phát hành tại các cửa hàng bán lẻ.

#### MP3 Player
Bài chi tiết: Play-Yan
Nintendo MP3 Player (một phiên bản sửa đổi của thiết bị được gọi là Play-Yan ở Nhật Bản) đã được phát hành vào ngày 8 tháng 12 năm 2006, bởi Nintendo của châu Âu, với giá bán lẻ là 29,99 £ / € 30. Tiện ích này sử dụng thẻ SD rời, để lưu trữ các tệp âm thanh MP3 và có thể được sử dụng trong bất kỳ thiết bị nào hỗ trợ băng Game Boy Advance; tuy nhiên, do điều này, nó bị hạn chế về giao diện người dùng và chức năng, vì nó không hỗ trợ sử dụng cả hai màn hình của DS cùng một lúc, cũng như không sử dụng khả năng màn hình cảm ứng. Nó cũng không tương thích với DSi, do thiếu khe GBA, nhưng DSi đã có phần mềm nghe nhạc trong thẻ SD. Mặc dù có ghi trên hộp rằng nó chỉ tương thích với Game Boy Micro, Nintendo DS và Nintendo DS Lite, nó cũng tương thích với Game Boy Advance SP và Game Boy Advance.

#### Guitar grip controller
Bộ điều khiển tay cầm guitar được đóng gói cùng với trò chơi Guitar Hero: On Tour và được cắm vào khe GBA. Nó có bốn nút màu giống như các nút trên tay cầm Guitar Hero thông thường, mặc dù nó thiếu nút màu cam thứ năm trên bộ điều khiển đàn ghi ta. Tay cầm DS Guitar Hero đi kèm với một "pick-stylus" nhỏ (có hình dáng giống như một cái lẫy đàn guitar) có thể được đặt vào một khe nhỏ trên bộ điều khiển. Nó cũng có một dây đeo tay. Trò chơi hoạt động với cả DS Lite và Nintendo DS ban đầu vì nó đi kèm với một bộ chuyển đổi cho DS gốc. Nó không tương thích với DSi hoặc 3DS, do thiếu khe GBA. Guitar Grip tương thích với phần tiếp theo của nó, Guitar Hero On Tour: Decades, Guitar Hero On Tour: Modern Hits, và Band Hero. 

## Phần mềm và các tính năng nổi bật

### Nintendo Wi-Fi Connection
Bài chi tiết: Nintendo Wi-Fi Connection
Nintendo Wi-Fi Connection là một dịch vụ trò chơi trực tuyến miễn phí do Nintendo điều hành. Người chơi có trò chơi Nintendo DS tương thích có thể kết nối với dịch vụ thông qua mạng Wi-Fi bằng cách sử dụng kết nối USB Wi-Fi của Nintendo hoặc bộ định tuyến không dây. Dịch vụ này đã được ra mắt tại Bắc Mỹ vào ngày 14 tháng 11 năm 2005 với việc phát hành Mario Kart DS. Nhiều trò chơi trực tuyến và trình duyệt web khác nhau đã được phát hành kể từ đó. Nintendo tin rằng sự thành công của nền tảng trực tuyến đã thúc đẩy sự thành công thương mại của toàn bộ nền tảng Nintendo DS. Nintendo Wi-Fi Connection sau đó được xem là nguồn cảm hứng tạo ra Wii. Hầu hết các chức năng (đối với các trò chơi trên cả DS và Wii) đều đã ngừng hoạt động trên toàn thế giới kể từ ngày 20 tháng 5 năm 2014.

### Download Play
Bài chi tiết: Nintendo Zone
Với Download Play, người chơi có thể chơi cùng nhau bằng Nintendo DS khác và sau đó là Nintendo 3DS, chỉ sử dụng một thẻ. Người chơi phải có máy nằm trong phạm vi không dây (tối đa khoảng 65 feet) để tải xuống dữ liệu cần thiết từ hệ thống máy chủ.
Download Play cũng được sử dụng để di chuyển Pokémon từ trò chơi thế hệ thứ tư (Pokémon Diamond and Pearl, Pokémon Platinum, Pokémon HeartGold and SoulSilver) sang thế hệ thứ năm Pokémon Black and White và Pokémon Black 2 and White 2, ví dụ về nhiệm vụ yêu cầu hai thẻ khác nhau, hai máy, nhưng chỉ một người chơi.
Một số nhà bán lẻ Nintendo DS có DS Download Station cho phép người dùng tải xuống các bản demo của các game DS sắp có và hiện có; tuy nhiên, do giới hạn bộ nhớ, việc tải xuống sẽ bị xóa khi máy bị tắt nguồn. Download Station được tạo thành từ 1 đến 8 đơn vị bán lẻ DS tiêu chuẩn, với một thẻ DS tiêu chuẩn có chứa dữ liệu demo. Vào ngày 7 tháng 5 năm 2008, Nintendo đã phát hành Nintendo Channel để tải xuống trên Wii. Nintendo Channel sử dụng WiiConnect24 của Nintendo để tải xuống bản demo Nintendo DS. Từ đó, người dùng có thể chọn bản demo mà anh ấy / cô ấy muốn chơi và, tương tự như Nintendo DS Download Stations tại các cửa hàng bán lẻ, tải xuống bản demo (cho đến khi người dùng tắt máy) lên RAM 4 MB của DS.

### Multi-Card Play
Multi-Card Play, như Download Play. Trong trường hợp này, mỗi máy sẽ yêu cầu thẻ game. Chế độ này được truy cập từ menu trong trò chơi, thay vì menu DS thông thường.

### PictoChat
Bài chi tiết: PictoChat
PictoChat cho phép người dùng giao tiếp với những người dùng Nintendo DS khác trong phạm vi không dây nội bộ. Người dùng có thể nhập văn bản (thông qua bàn phím nhỏ trên màn hình), viết tay tin nhắn hoặc vẽ hình ảnh (qua bút stylus và màn hình cảm ứng). Có bốn phòng chat (A, B, C, D), trong đó mọi người có thể trò chuyện. Tối đa mười sáu người có thể kết nối trong bất kỳ phòng nào. 
Trên Nintendo DS và Nintendo DS Lite người dùng chỉ có thể viết tin nhắn bằng màu đen. Tuy nhiên, trong DSi và DSi XL có một chức năng cho phép người dùng viết bất kỳ màu nào.
PictoChat không tiếp tục trên hệ máy Nintendo 3DS một cách chính thức. Những chiếc máy đã có phần mềm homebrew có thể tải và sử dụng PictoChat một cách trực tiếp (khởi động từ màn hình chính) hoặc thông qua TWiLight Menu++.

### Firmware
Chương trình cơ sở của Nintendo để khởi động hệ thống. Cảnh báo về sức khỏe và an toàn được hiển thị trước, sau đó là menu chính. Menu chính trình bày trình phát với bốn tùy chọn chính để chọn: chơi bằng thẻ DS, sử dụng PictoChat, bắt đầu DS Download Play hoặc chơi Game Boy Advance. Menu chính cũng có một số tùy chọn phụ như bật hoặc tắt đèn nền, cài đặt hệ thống và báo thức. 
Phần mềm cũng có đồng hồ báo thức, một số tùy chọn để tùy chỉnh (như ưu tiên khởi động khi trò chơi được chèn vào và tùy chọn màn hình GBA) và khả năng nhập thông tin người dùng và tùy chọn (chẳng hạn như tên, ngày sinh, màu yêu thích, v.v.) có thể được sử dụng trong trò chơi.
Nó hỗ trợ các ngôn ngữ sau: tiếng Anh, tiếng Nhật, tiếng Tây Ban Nha, tiếng Pháp, tiếng Đức và tiếng Ý.

## Trò chơi
Xem thêm: Danh sách trò chơi của Nintendo DS và Danh sách trò chơi của Nintendo DS Wi-Fi Connection

### Tính tương thích

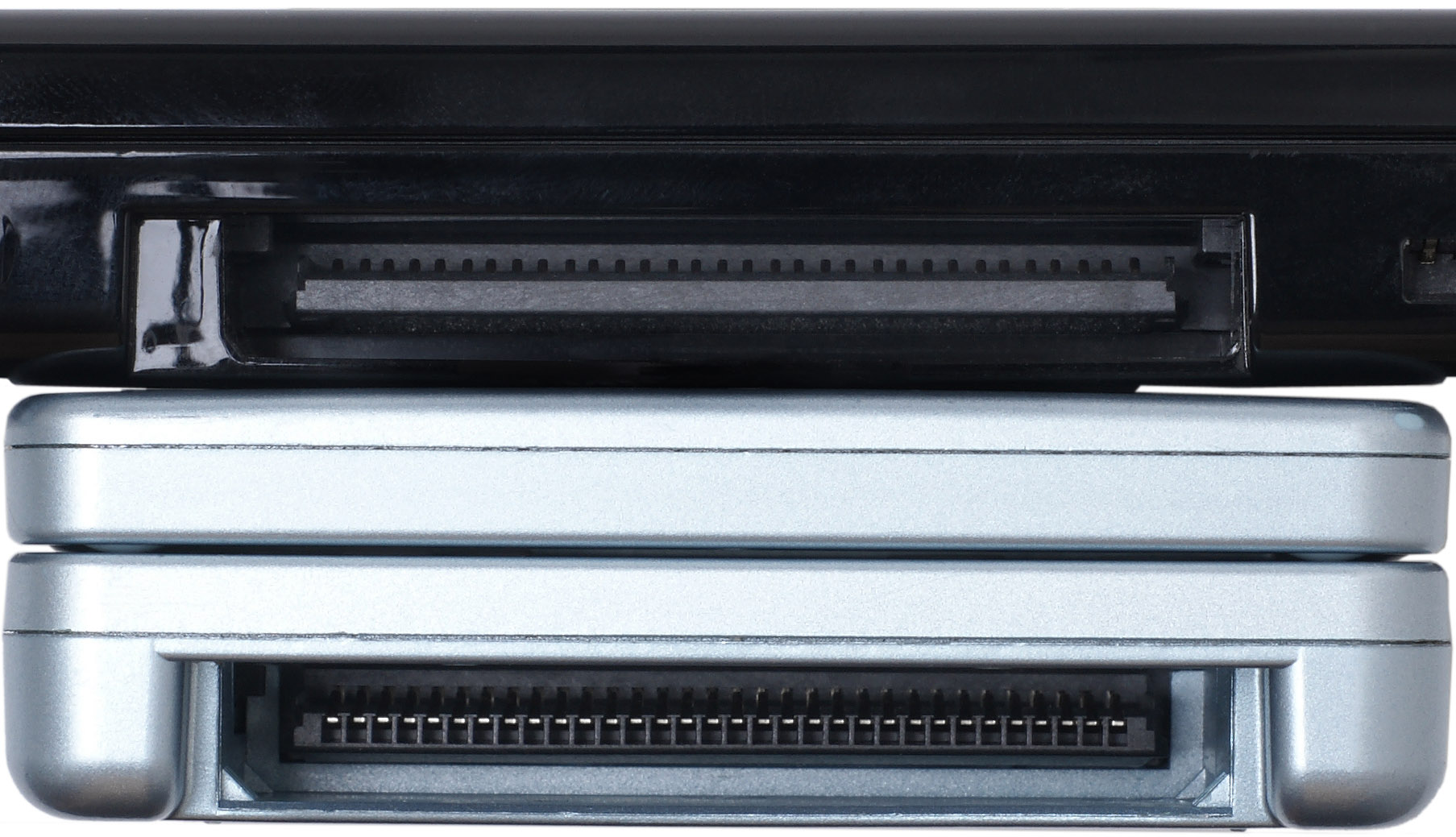
Cổng Game Boy Advance trên máy Game Boy Advance SP (dưới) và trên Nintendo DS Lite (trên).

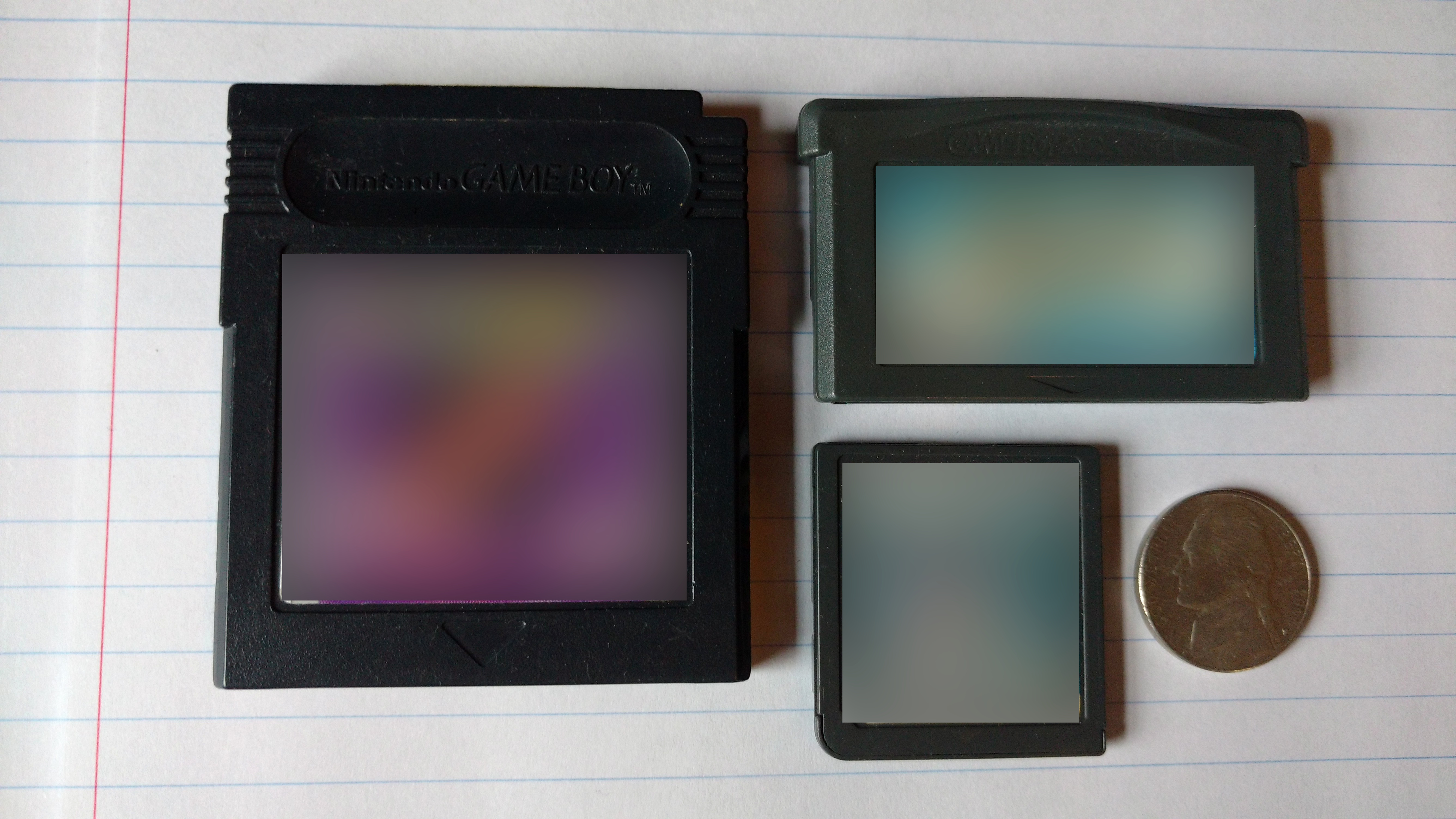
Từ trái qua theo chiều kim đồng hồ: băng Game Boy Color, băng Game Boy Advance và thẻ Nintendo DS. ở góc phải là đồng xu United States Nickel.

Nintendo DS tương thích ngược với các băng Game Boy Advance (GBA). Các thẻ game Nintendo DS nhỏ hơn sẽ được cắm vào khe cắm trên đầu của máy, trong khi các trò chơi Game Boy Advance vừa với một khe cắm ở dưới máy. Nintendo DS, giống như Game Boy Micro, không tương thích ngược với các trò chơi cho Game Boy Color và Game Boy gốc vì không được bao gồm bộ xử lý tương thích Sharp Z80 và máy không tương thích vật lý với các trò chơi trên Game Boy và Game Boy Color. Bộ xử lý âm thanh của Game Boy ban đầu được sử dụng trong các máy cũ hơn vẫn được kèm theo và thực sự cần thiết đối với một số trò chơi GBA sử dụng phần cứng âm thanh cũ hơn. 
Thiết bị cầm tay không có cổng cho Game Boy Advance Link Cable, vì vậy chế độ liên kết nhiều người chơi hoặc GameCube – Game Boy Advance không có trong Game Boy Advance. Chỉ có chế độ chơi đơn được hỗ trợ trên Nintendo DS, giống như trường hợp với các trò chơi Game Boy Advance được phát qua Virtual Console trên 3DS và Wii U.
Nintendo DS chỉ sử dụng một màn hình khi chơi Game Boy Advance. Người dùng có thể cấu hình hệ thống để sử dụng màn hình trên hoặc dưới làm mặc định. Các trò chơi được hiển thị trong một khung viền màu đen, do độ phân giải màn hình hơi khác nhau giữa hai hệ máy (256 × 192 px cho Nintendo DS và 240 × 160 px cho Game Boy Advance). 
Các game Nintendo DS được gắn vào khe cắm trên có thể phát hiện sự hiện diện của các băng Game Boy Advance cụ thể ở khe dưới. Trong nhiều trò chơi như vậy, hoặc được nêu trong game trong khi chơi, hoặc hầu hết được giải thích trong sách hướng dẫn của trò chơi, nội dung bổ sung có thể được mở khóa hoặc thêm bằng cách khởi động game của Nintendo DS cùng với game của Game Boy Advance thích hợp được gắn vào. Trong số các trò chơi đó là Pokémon Diamond và Pearl hoặc Pokémon Platinum, cho phép người chơi tìm thêm / độc quyền Pokémon trong tự nhiên nếu một băng Game Boy Advance thích hợp được lắp vào. Một số nội dung có thể tồn tại vĩnh viễn, ngay cả khi trò chơi GBA đã bị xóa sau khi nội dung đã được thêm vào. 
Ngoài ra, khe GBA có thể được sử dụng để mở rộng, chẳng hạn như Rumble Pak, Nintendo DS Memory Expansion Pak, và Guitar Grip cho loạt Guitar Hero: On Tour. Nintendo DSi và DSi XL không có khe cắm thứ hai và không thể chơi Game Boy Advance hoặc Guitar Hero: On Tour.

### Phân vùng
Nintendo DS không chia phân vùng, có nghĩa rằng bất kỳ máy nào cũng sẽ chạy trò chơi Nintendo DS mua ở bất cứ nơi nào trên thế giới; tuy nhiên, phiên bản tiếng Trung của trò chơi iQue DS chỉ có thể được chơi trên iQue DS của Trung Quốc, nó có chip phần mềm lớn hơn chứa các hình ảnh glyph nhân vật yêu cầu; hạn chế này được loại bỏ trên Nintendo DSi và 3DS. Mặc dù Nintendo DS của các khu vực khác không thể chơi các trò chơi Trung Quốc, iQue DS vẫn có thể chơi trò chơi của các khu vực khác. Ngoài ra, với các trò chơi Game Boy, một số sẽ yêu cầu cả hai người chơi phải có thẻ Nintendo DS mới chơi được trong chế độ nhiều người, sẽ không nhất thiết phải ngồi cùng nhau nếu trò chơi mua từ các khu vực khác nhau (ví dụ: thẻ Nintendo DS của Nhật Bản có thể không hoạt động với Bắc Mỹ, mặc dù một số tựa game, chẳng hạn như Mario Kart DS, Pokémon Diamond và Pearl tương thích lẫn nhau). Với việc bổ sung kết nối Wi-Fi của Nintendo, một số trò chơi nhất định có thể được phát trên Internet với người dùng khu vực khác.
Một số trò chơi hỗ trợ Wi-Fi (ví dụ: Mario Kart DS) cho phép lựa chọn đối thủ theo vùng. Các tùy chọn là "Vùng" ("Lục địa" ở Châu Âu) và "Toàn cầu", cũng như hai cài đặt cụ thể không phải vị trí. Điều này cho phép người chơi giới hạn đối thủ cạnh tranh chỉ với những đối thủ có cùng một khu vực địa lý. Điều này dựa trên mã vùng của trò chơi đang sử dụng.
Nintendo DSi, tuy nhiên, có khóa khu vực cho các trò chơi DSiWare được tải về, cũng như các thẻ DSi cụ thể. Tuy nhiên, nó vẫn chạy các game DS bình thường của bất kỳ khu vực nào.

### Thông số máy
Bài chi tiết: Thẻ trò chơi của Nintendo
Trò chơi của Nintendo DS sử dụng một chip ROM chỉ đọc độc quyền. Các chip ROM được sản xuất bởi Macronix và có thời gian truy cập là 150 ns. Thẻ game có kích thước từ 8-512 MiB (64 Mib đến 4 Gib) về kích thước (mặc dù dữ liệu về dung lượng tối đa chưa được phát hành). Các thẻ lớn hơn có tốc độ truyền dữ liệu chậm hơn 25% so với các thẻ nhỏ hơn. Các thẻ thường có một lượng nhỏ bộ nhớ flash hoặc EEPROM để lưu dữ liệu người dùng như tiến trình trò chơi hoặc điểm số cao. Tuy nhiên, cũng có một vài game không có chỗ lưu game như Electroplankton. Các thẻ trò chơi có kích thước là [35 mm × 33 mm × 3.8 mm (1.38 in × 1.30 in × 0.15 in) (khoảng một nửa chiều rộng và chiều sâu của băng Game Boy Advance) và nặng khoảng 3,5 g (1⁄8 oz). 

## Hacking và homebrew
Bài chi tiết: Nintendo DS homebrew
Kể từ khi phát hành của Nintendo DS, rất nhiều sự cố  hack đã xảy ra liên quan đến chương trình cơ sở hoàn toàn có thể bị ghi đè của DS, kết nối Wi-Fi, thẻ game cho phép lưu trữ SD, và sử dụng phần mềm. Hiện nay có nhiều trình giả lập cho DS, cũng như NES, SNES, Sega Master, Sega Mega Drive, Neo-Geo Pocket, Neo-Geo MVS (arcade), và các thiết bị cầm tay cũ hơn như Game Boy Color. 
Có một số thẻ có bộ nhớ flash tích hợp hoặc khe cắm có thể nhận thẻ SD hoặc MicroSD (như thẻ DSTT, R4 và ez-flash V / Vi). Các thẻ này cho phép các game thủ DS sử dụng máy của họ để chơi nhạc MP3, video và các chức năng không phải trò chơi khác được đặt trước cho các thiết bị riêng biệt, hay đơn giản hơn, để chơi game một cách trái phép.
Ở Hàn Quốc, nhiều người khai thác các bản sao trò chơi điện tử bất hợp pháp, bao gồm cả Nintendo DS. Trong năm 2007, chỉ có 500.000 bản game DS đã được bán, trong khi doanh thu của máy DS là 800.000.
Một thiết bị sửa đổi khác gọi là Action Replay, do Datel sản xuất, cho phép người dùng nhập mã ăn gian để hack game, khiến người chơi bất tử, tăng cấp, vào bất kỳ màn nào của trò chơi, vô hạn tiền, khả năng đi bộ qua các bức tường và nhiều khả năng khác tùy thuộc vào trò chơi và mã được sử dụng. 